# Адьяр
Адьяр (там. அடையாறு — Aṭaiyāṟu, англ. Adyar) — город в Индии, недалеко от Ченнаи (до 1996 г. — Мадрас). Известен расположением в нём штаб-квартиры Теософского общества.